# Тарнвар
Тарнва́р (чув. Тарӑнвар) — посёлок в Ибресинском районе Чувашской Республики. Входит в состав Кировского сельского поселения.

## География
Находится в центральной части Чувашии на расстоянии приблизительно 14 км на запад-юго-запад по прямой от районного центра посёлка Ибреси.

## История
Поселок был основан в 1931 году выходцами из деревни Орауши Вурнарского района при образовании животноводческого товарищества. В советское время работали колхозы «Смычка» и им. Кирова. В 1970 году в поселке учтено было 174 жителя, в 1989 −90. В 2010 году отмечено 36 дворов и несколько производственных объектов колхоза им. Кирова.

## Население
Население составляло 128 человек (чуваши 100 %) в 2002 году, 116 в 2010.